# Isolobodon
Az Isolobodon az emlősök (Mammalia) osztályának a rágcsálók (Rodentia) rendjébe, ezen belül a hutiák (Capromyidae) családjába tartozó kihalt nem. Alcsaládjának az egyetlen neme.

## Rendszerezés
A nembe az alábbi 2 faj tartozik:
- Isolobodon montanus Miller, 1922 – kihalt, egykor Hispaniola szigetén és a szomszédos Gonave szigeten élt
- Isolobodon portoricensis J. A. Allen, 1916 – típusfaj; kihalt, egykor Hispaniola szigetén, a szomszédos Gonave szigeten élt, továbbá mint betelepített faj előfordult Puerto Rico szigetén is